# Diego García de Palacios
Diego García de Palacios (circa 1545 - 1595) fue un juez español nombrado por la Real Audiencia de México visitador y oidor en la provincia de Yucatán el 7 de febrero de 1573 pero no tomó posesión sino hasta abril del mismo año cuando llegó a la ciudad de Mérida con el propósito de supervisar personalmente el juicio de residencia de Guillén de las Casas, gobernador anterior a Francisco de Solís Osorio. Los escándalos que había dejado tras de sí Guillén de las Casas produjeron que la Audiencia de México hiciera este nombramiento especial para que se encargara de residenciarlo una persona letrada y experta en leyes.

## Biografía
Diego García de Palacios nació en Santander y fue parte de una familia de marineros. Estudió leyes y a ellas se dedicó cuando llegó joven a la Nueva España en donde fue nombrado oidor de la Real Audiencia de los Confines y después de la de México. Obtuvo su doctorado en derecho canónigo en la Real y Pontificia Universidad de México de la que después fue rector en 1581. Desde México fue designado visitador en Yucatán y debió hacerse cargo del gobierno mientras duró su gestión de oidor. Relevó en el mando político y administrativo al gobernador Francisco de Solís Osorio quien se quedó mientras tanto en la provincia y asumió nuevamente la gubernatura a finales de 1584, al regresar Diego García a la Ciudad de México.

### En Yucatán
Al gobernador de Yucatán Guillén de las Casas, que tuvo un desempeño escandaloso, le había sucedido en la gubernatura de la provincia don Francisco de Solís Osorio quien se hizo cargo del gobierno por nombramiento real el 22 de septiembre de 1582. Guillén de las Casas fue inmediatamente llamado a juicio de residencia por el nuevo gobernador pero, poco después, llegó a Yucatán como visitador especial de la Real Audiencia de México, Diego García de Palacios quien continuó el juicio al exgobernador. Como resultado de éste, Guillén de las Casas fue enviado a prisión ante las innumerables cargos que se le comprobaron, uno de los más graves fue el relativo a la acusación de un encomendero y conquistador de la región, Fernando Bracamonte, quien lo señaló como responsable del ultraje que había sufrido una de sus hijas, que a la postre había fallecido durante el parto a que la había conducido tal ultraje. De las Casas fue enviado con su expediente a España, en donde falleció caído en desgracia.
Durante el tiempo que duró la gestión de García de Palacios, además del juicio referido, acometió lo relativo a la gobernanza de los indígenas que seguía siendo un tema capital en el Yucatán de aquella época. Debe recordarse que a los oidores de las Audiencias se les dotaba de una serie de cédulas reales que debían cotejar con la realidad imperante en los territorios que visitaban. En el caso de Yucatán existía también la petición que había hecho Francisco Palomino, Defensor de Indios, actuando de común acuerdo con fray Diego de Landa, respecto a la situación de sometimiento y expoliación que vivían los mayas de la región. Como resultado de sus visitas en los diversos poblados de la provincia (aunque se calcula que sólo visitó una tercera parte del territorio) escribió y recomendó poner en práctica sus Ordenanzas para el buen gobierno de los indígenas que de manera similar a lo que había ocurrido años antes con el visitador de los Confines Tomás López Medel, fueron tomadas como referente de lo que debería practicarse en la relación encomenderos-indígenas, en toda la provincia. En su tarea, restableció tributos, reclasificó tributarios e hizo una reducción significativa de la tasa de tributo.
Debió regresar a México a finales de 1584, regresando el mando al gobernador suspendido, Francisco de Solís Osorio. Tiempo después de haber regresado a México y cuando aún se desempeñaba como oidor de la audiencia, fue acusado por el arzobispo Moya de Contreras de haberse enriquecido en su cargo, razón por la que fue suspendido y aunque después se acreditó que los cargos provenían de una venganza personal del arzobispo, perdió su empleo. A su muerte en 1595, su situación económica era muy mala, al punto de que su viuda tuvo que solicitar una merced de la corona para poder sobrevivir, misma que le fue concedida en 1596.

## Obras
A lo largo de los años escribió distintas obras que le fueron publicadas:
- Instrucciones de cómo proceder en la visita a la tierra
- Ordenanzas para el buen gobierno de los indígenas (escrito a raíz de su estancia en Yucatán).
- Diálogos militares (es una descripción del arte de hacer guerra)
- Instrucción náutica (compendio de conocimientos astronómicos y marineros para navegar el océano)